# Hayko Cepkin
Hayko Cepkin (nascido em 11 de março de 1978, Istambul) é um músico turco de etnia armênia. Conhecido principalmente pela música original que ele compõe, que varia de metal alternativo a músicas melódicas. Depois de se formar na escola Getronagan na Armênia, Hayko Cepkin estudou música na Universidade Mimar Sinan por dois anos e fez cursos de solfejo e harmonia no Centro de Música Timur Selçuk Moderna. Depois de mais um ano na Academia de Istambul, começou a se apresentar com vários artistas turcos famosos e colaborou em álbuns de vários deles. Adquiriu conhecimento e pegou gosto para se tornar compositor, Hayko contribuiu para as obras desses artistas compondo e fazendo duetos.
Em 2005, Hayko montou sua banda batizada com seu próprio nome “Hayko Cepkin” Muitas das canções que Hayko tinha composto ao longo de sua vida apareceram em seu primeiro álbum “Sakin Olmam Lazim” ou (Melhor ficar quieto) lançado em 2005. O alcance musical abrangeu desde pitadas clássicas turcas com fúria crua característica do rock. Alguns dos singles do álbum incluem "Yarası Saklı" (Sua ferida é escondida), "Görmüyorsun" (Você não vê), "Fırtınam" (Minha tempestade), "Son Kez" (Pela última vez) e  o famoso "Zaman Geçti"(O tempo tem passado). O álbum recebeu muitos elogios e prêmios pelo seu estilo único.
Em junho de 2007, Hayko lançou seu segundo álbum intitulado Tanışma Bitti (A reunião acabou). O primeiro single "Yalnız Kalsın" (Deixe-o sozinho) foi um grande sucesso nas paradas musicais da Turquia, atingindo grandes proporções e passando a fazer shows num evento chamado "Rock'n Coke Festival” que rola todo ano na Turquia com turnês por todo o país. Tanışma Bitti também possui outros hits de destaque, marcados pela performance de Hayko como "Bertaraf Et" (Eliminar), Sıkı Tutun (Não solte), Kaos (caos),  assim como baladas mais suaves como Siren (sereia), e Ölüyorum  (Estou morrendo).	
Em março de 2010, Hayko lançou seu terceiro álbum chamado Sandık (Caixa). O single "Yol Gözümü Dağlıyor" (A estrada está marcando meus olhos) teve o vídeo da música liberado alguns dias antes do lançamento do álbum. Hayko Cepkin  posteriormente fez mais dois vídeos de música para "Doymadınız" (Você não está satisfeito) e "Balık Olsaydım"(Queria ser um peixe). Além desses Sandık possuem mais canções tais como "Açtırdınız Kutuyu" (Você me fez abrir a caixa) e  "Sandığım Hazır" (Meu peito está pronto).
Em 2012 Hayko Cepkin lançou o “Aşkın Izdırabını" (Sofrimento do Amor), seu mais recente álbum sob a gravadora EMI. A palavra "amor" no título não deve se deixar enganar, não é um álbum normal de amor e romance. O álbum traz em causa as fases do amor, tratando os como distúrbios psicológicos e zomba da estrutura das letras vulgares de canções de amor. Sua música de trabalho o "Paranoya"(Paranóia) tornou se um grande hit do momento além de "Geç Kaldım"(Estou atrasado), "Platonik"(Platônico),e  "Aşk Kitabı" (Livro do amor).
A banda de Hayko Cepkin tem como integrantes Özgür özkan na guitarra, Murat Cem ergül na bateria e Sedat oğuzsoy no baixo, mais tarde substítuído por Poyraz kılıç
Recentemente Hayko Cepkin ganhou um prêmio de melhor artista masculino de 2012.
Lançou em 2016 o álbum Beni Büyüten Şarkılar (Vol. 1)"... Songs, Brought Up Me (Vol. 1) com 9 músicas.

## Ligações Externas
- Hayko Cepkin Official Website
- Hayko Cepkin Official Twitter Profile
- Hayko Cepkin English Website (Não-oficial)